# Cena Hugo
Cena Hugo je každoročně udělována nejlepším dílům žánrů science fiction a fantasy, vydaným v uplynulém roce. Dále je udělována v oblasti amerického fandomu a dalších oblastech s touto literaturou spojených. Cena je udělována samotnými fanoušky žánrů na jejich tradičním conu World Science Fiction Convention, známým pod názvem Worldcon. Původní název ceny byl Science Fiction Achievement Award, dlouho používaný název Hugo se stal oficiálním označením ceny až v roce 1993 na počest Huga Gernsbacka, zakladatele magazínu Amazing Stories.
Cena sama má podobu malé rakety na čtvercovém podstavci. Její udělení většinou pro autora znamená zvýšení prodejnosti jeho knihy.
Pro roky před prvním udílením ceny (1953) byla zavedena cena Retrospective Hugo Award, neboli Retro Hugo. Na Worldconech konaných 50, 75 a 100 let po Worldconu, na kterém se Hugo neuděloval, lze udělit tyto ceny. Po udělení těchto cen k nim na žádném pozdějším Worldconu nebude možné přidat žádné další.
Již od prvního Worldconu konaného v New Yorku roku 1939 byla vyhlašována nejlepší díla v žánrech science fiction. Až do jedenáctého Worldconu (1953) však s tímto vyhlašováním nebyla spojena žádná hmatatelná cena a i tehdy se zdálo, že jde o spíše ojedinělý pokus. Na třináctém Worlconu roku 1955 bylo však rozhodnuto, že se tato cena bude udělovat pravidelně.
I když oficiálně je cena určena pro nejlepší díla z žánrů science fiction a fantasy, byla až do nedávna udělována téměř výhradně dílům vědeckofantastickým.

## Kategorie
| Cena Hugo pro                                | Od roku | Popis kategorie                                                                        |
| -------------------------------------------- | ------- | -------------------------------------------------------------------------------------- |
| nejlepší román                               | 1953    | dílo delší než 40 000 slov                                                             |
| nejlepší novelu                              | 1968    | dílo v rozsahu 17 500–40 000 slov                                                      |
| nejlepší noveletu                            | 1955    | dílo v rozsahu 7 500–17 500 slov                                                       |
| nejlepší povídku                             | 1955    | dílo kratší než 7 500 slov                                                             |
| nejlepší sérii                               | 2017    | série děl, alespoň tři díly o celkové délce alespoň 240 000 slov                       |
| nejlepší dílo spojené s žánrem               | 1980    | v roce 1999 záběr rozšířen z nefantastické knihy na jakékoliv žánrově významné dílo    |
| nejlepší kreslený příběh                     | 2009    | komiksy a grafické romány                                                              |
| nejlepší hrané představení (dlouhé a krátké) | 1958    | dramatická produkce, od roku 2003 rozděleno na krátké (do 90 minut) a dlouhé inscenace |
| nejlepší poloprofesionální časopis           | 1984    |                                                                                        |
| nejlepší fanzin                              | 1955    | fanouškovský časopis                                                                   |
| nejlepšího editora (krátkých a dlouhých děl) | 1973    | v roce 2007 rozděleno na editory románů a editory časopisů nebo antologií              |
| nejlepšího profesionálního umělce            | 1953    |                                                                                        |
| nejlepšího amatérského umělce                | 1967    |                                                                                        |
| nejlepšího amatérského spisovatele           | 1967    |                                                                                        |
| nejlepší fanouškovský podcast                | 2012    | fanouškovský podcast, tj. audiovizuální fanzin                                         |
| nejlepší hru nebo interaktivní dílo          | 2021    | jednorázově udělena v roce 2021 pro nejlepší videohru, od roku 2024 pro jakoukoliv hru |

## Fantastické filmy
Od roku 1957 existuje kategorie Nejlepší dramatické představení. Byla použita pro ocenění filmu či TV seriálu a to s výjimkou roku 1970, kdy byl takto oceněn televizní přenos z Apolla 11.
Cenu získaly tyto např. tyto filmy:
- 1968 2001:Vesmírná odysea
- 1977 Hvězdné války
- 1978 Superman
- 1979 Vetřelec
- 1981 Dobyvatelé ztracené archy
- 1982 Blade Runner
- 1985 Návrat do budoucnosti
- 1990 Střihoruký Edward
- 1991 Terminátor 2: Den zúčtování[1]